# Wilfried Van Moer
Wilfried van Moer (sinh ngày 1 tháng 3 năm 1945, Beveren-Waas - mất ngày 24 tháng 8 năm 2021 tại Leuven, Bỉ) là một cựu cầu thủ bóng đá người Bỉ đã giành Chiếc giày vàng Bỉ ba lần, lần đầu tiên vào năm 1966 trong khi tại Antwerp sau đó vào năm 1969 và năm 1970 trong khi ở Standard Liège.
Trước năm 1966, Van Moer đã chơi với Beveren. Anh trở lại câu lạc bộ đầu tiên của mình sau một câu thần chú tại Beringen vào đầu những năm 1980.
Anh đã chơi 57 lần và ghi 9 bàn cho đội tuyển quốc gia từ năm 1966 đến 1982, bắt đầu bằng chiến thắng giao hữu 1-0 trước Thụy Sĩ vào ngày 22 tháng 10 năm 1966. Van Moer đã tham gia thi đấu tại World Cup 1970 và 1982 và Euro 1980, tại giải này Bỉ đứng thứ hai.

## Câu lạc bộ
Van Moer bắt đầu với câu lạc bộ quê nhà (Beveren-Waas), sau đó ở giải hạng ba của Liên đoàn Bỉ. Việc chuyển đến Royal Antwerp năm 1965 bị ảnh hưởng không chỉ bởi cơ hội chơi ở giải hạng nhất, mà bởi thực tế anh đã làm việc ở thành phố đó với tư cách là một thợ điện. Anh ra mắt câu lạc bộ vào tháng 8 năm 1965 trong trận đấu với Union Saint-Gilloise. Vào cuối năm '66, anh đã giành được Giải thưởng Chiếc giày Vàng đầu tiên của mình, sau khi thi đấu quốc tế đầu tiên vào đầu năm đó.
Trong 3 năm của anh ấy tại Antwerp dưới sự hướng dẫn của huấn luyện viên Harry Game, Van Moer, trái với mong muốn của anh ấy, đã được chuyển từ một vị trí cánh phải sang vị trí tiền vệ trung tâm, chuẩn bị cho anh ấy thành công với một cầu thủ nổi tiếng nhất của Bỉ, Jef Jurion, trong đội tuyển quốc gia.